# Lisi Harrison
Lisi Harrison es una escritora canadiense, nacionalizada en Estados Unidos. Es autora de la serie de libros para adolescentes The Clique y Monster High.

## Vida y Carrera
Lisi Harrison nació y creció en Toronto, Canadá, ella fue criada por sus padres junto con sus hermanos. Lisi hace referencia a sus padres dedicando su primer Libro "Camarilla" para ellos y hace referencia a sus hermanos con su segundo libro La Pandilla (The Clique). Lisi asistió a una escuela hebrea hasta noveno grado, luego fue a una escuela secundaria y por último asistió a la Universidad McGill. En 2007, lisi salió de Estados Unidos y se estableció con su familia. Ella reside actualmente en Laguna Beach, Miami con su esposo y dos hijos.

## Lista de libros
The Clique Series
1 The Clique
- Best friend for never
- Revenge of the wannabes
- Invasion of the Boy Snatchers
- The Pretty Committee Strikes Back
- Dial l for Loser
- Sealed with A Diss
- Bratfest AT Tiffany
- P.S I loathe You
- Boys R Us

Alphas Series
2 Alphas
- Movers And Fakers
- Belle Of The Brawl

Monster High Series'
3 Monster High
- Monster high
- The Ghoul Next Door

- Datos: Q273885